# لئون وان هوو

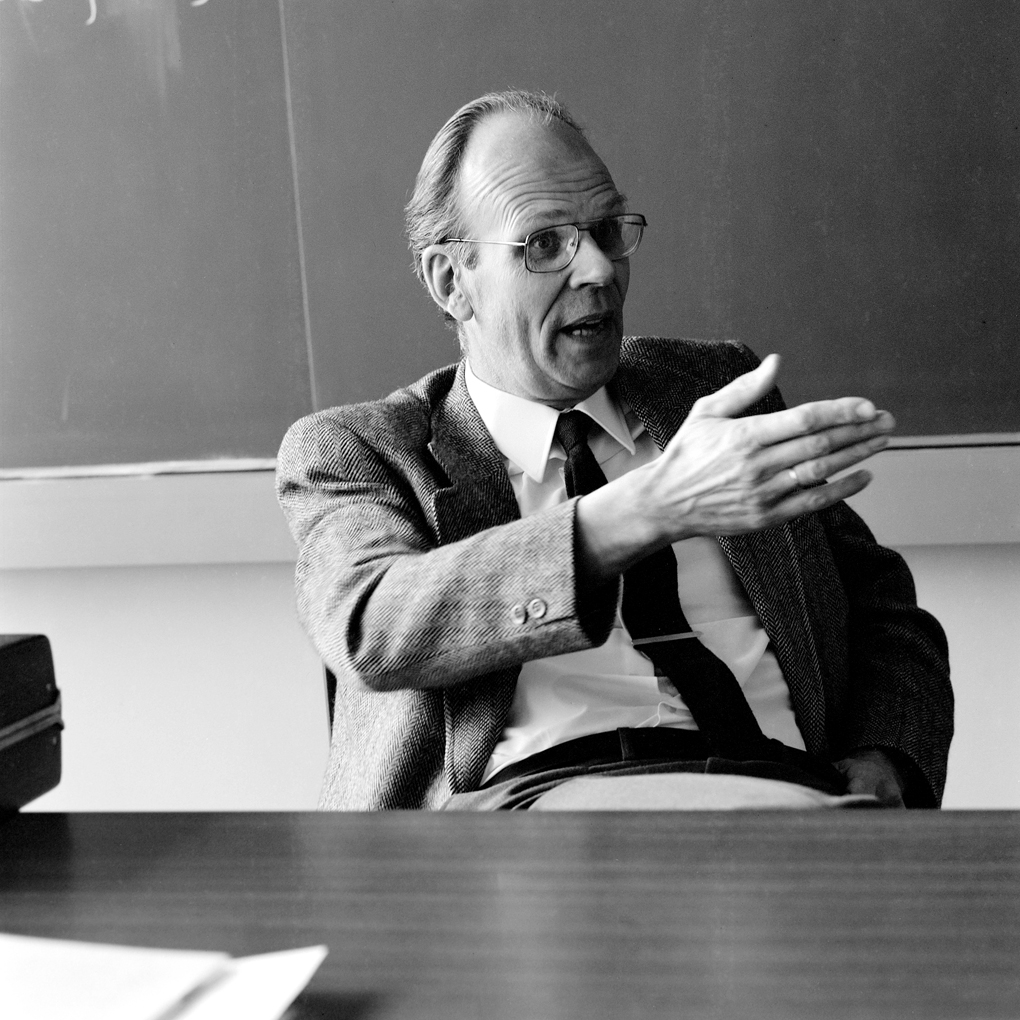
لئون وان هوو، فیزیک‌دان اهل بلژیک - ۱۹۷۶

 لئون وان هوو (انگلیسی: Léon Van Hove؛ زاده ۱۰ فوریهٔ ۱۹۲۴ درگذشته ۲ سپتامبر ۱۹۹۰) فیزیک‌دان اهل بلژیک بود.